# 上田短期大学
上田短期大学（日语：／ Ueda Joshi Tanki Daigaku *），原上田女子短期大學，於2025年起招收男學生，是一所位于日本长野县上田市的私立短期大学。

## 概要

### 简介
- 上田短期大学成立于1967年[1]、由学校法人北野学园经营。

### 历史
- 1967年 本州女子短期大学成立并同时设置幼儿教育科[2]。
- 1973年 改校名为上田女子短期大学[2]。
- 1983年 日文科[注 1]成立[1]。
- 2002年 幼儿教育科变更为幼儿教育学科、日文科[注 1]变更为日本文化学科[1]。
- 2004年 日本文化学科变更为总合文化学科[1]。
- 2025年 開始招收男學生，並更名為上田短期大学。

### 宪章
- 请参看上田女子短期大学的标志 （日語） 2013年12月16日阅览。

## 学校环境
- 校区：在长野县上田市

## 历任校长
- 尾形龟吉：第一代短期大学校长[3]。
- 小池明：现在短期大学校长[1]

## 组织

### 学科
- 幼儿教育学科
- 总合文化学科

### 专科
| - 没有 |

### 业余课程
| - 没有 |

### 附属学校
| - 幼儿园 |

### 附属机关
| - 图书馆 |

## 相关链接
- 日本短期大学列表
- 长野大学